# Акаги, Норихико
Норихико Акаги (яп. 赤城 徳彦; род. 18 апреля 1959, Акено) — японский государственный деятель, министр сельского хозяйства, лесных угодий и рыбного промысла Японии (2007).

## Биография
Родился 18 апреля 1959 года в городе Акено, префектура Ибараки. Окончил Токийский университет.
С 1983 по 1988 год работал в Министерстве сельского, лесных угодий и рыбного промысла. В 1990 году Акаги был впервые избран в Палату представителей.
В июне 2007 года, после самоубийства Тосикацу Мацуоки, занял пост министра сельского хозяйства, лесных угодий и рыбного промысла. Спустя два месяца Акаги оказался в центре внимания из-за скандала с финансированием политики. Утверждалось, что он оформил многомиллионные расходы на офис, которого на самом деле не было. Акаги предложили подтвердить существование офиса, но он отказался.
1 августа 2007 года ушёл с министерского поста после выборов в верхнюю палату парламента. 27 августа его сменил Такехико Эндо.